# بوئینگ ایکس-۴۶
بوئینگ ایکس-۴۶ هواپیمای ساخت شرکت هواپیماسازی بوئینگ آمریکا است که برای بکارگیری در نیروی دریایی ایالات متحده آمریکا ساخته شده‌است.